# Rose (album de Rose)
Pour les articles homonymes, voir Rose.
Albums de Rose
Les Souvenirs sous ma frange
(2009)
Rose est le premier album de Rose, sorti en 2006.

## Liste des morceaux
| No  | Titre                 | Durée |
| --- | --------------------- | ----- |
| 1.  | La Liste              | 3:17  |
| 2.  | Saisons               | 3:01  |
| 3.  | Sombre con            | 3:34  |
| 4.  | Les jeux sont faits   | 4:05  |
| 5.  | D'autres ailes        | 2:57  |
| 6.  | Ciao bella            | 3:59  |
| 7.  | J'ai                  | 3:11  |
| 8.  | À l'envers            | 3:13  |
| 9.  | Je m'ennuie           | 4:32  |
| 10. | L'Acide               | 3:54  |
| 11. | Rose                  | 3:50  |
| 12. | Julien / Je sais plus | 8:49  |